# My Brother Jonathan
My Brother Jonathan é um filme de drama produzido no Reino Unido, dirigido por Harold French e lançado em 1948.